# 박상륭
박상륭(朴常隆, 1940년 8월 26일 ~ 2017년 7월 1일)은 대한민국의 소설가이다.
전라북도 장수군에서 부농 집안의 막내로 태어났으며, 중학 시절 500편의 시를 습작으로 남길 만큼 문학에 빠져 자랐다. 1961년 서라벌예술대학에 입학했고 1965년 경희대학교 정치외교학과에 편입했다가 중퇴했다.
1999년 4월에 생존작가로서는 극히 이례적으로 박상륭문학제가 예술의전당에서 열려 화제가 되었으며 ‘평심’으로 제2회 김동리문학상을 받았다. 이 밖에 ‘신을 죽인 자의 행로는 쓸쓸했도다’, ‘잠의 열매를 매단 나무는 뿌리로 꿈을 꾼다’, ‘열명길’, ‘아겔다마’, ‘소설법’ 등이 있다. 그의 작품 중 《죽음의 한 연구》는 박신양의 데뷔작인 "유리"로 영화화되었다.
2017년 7월 1일 캐나다에서 77세를 일기로 숨졌다.

## 저서
- 1963년 단편 <아겔다마>로 [사상계] 신인상에 가작 입선
- 1964년 <장세전>(傳)>이 [현대문학]에 추천됨
- 1975년 《죽음의 한 연구》
- 1990년 칠조어론 출간 시작해 1994년에 완료
- 1998년 산문집 <산해기>
- 1999년 중단편집 <평심>